# Isla Theodore Roosevelt

La isla Theodore Roosevelt (en inglés: Theodore Roosevelt Island) es una isla y un monumento nacional estadounidense situado en el río Potomac, en Washington D. C. (Estados Unidos), que cuenta con una estatua del vigésimo sexto presidente de los Estados Unidos Theodore Roosevelt en un "paisaje plaza conmemorativa" en los alrededores de la isla se mantiene como un parque natural. La isla se encuentra justo al norte de Isla Columbia y se puede acceder por un puente que conduce a una pista asfaltada. Los primeros habitantes indígenas de la zona denominaban la isla "Analostan" y la familia Mason tomo la propiedad de la isla por 125 años y allí John Mason construyó una mansión y jardines en el siglo XIX. Parte de los cimientos de la mansión es lo que queda hoy en día. Los Mason abandonaron la isla en 1831, cuando una calzada estancó el agua. Aparte de un breve período en la Guerra de Secesión, cuando las tropas del Ejército de la Unión estaban estacionadas allí, la isla ha estado deshabitada desde que se fueron los Mason. Los locales siguieron llamándola "Isla Mason" hasta que el monumento fue construido allí.

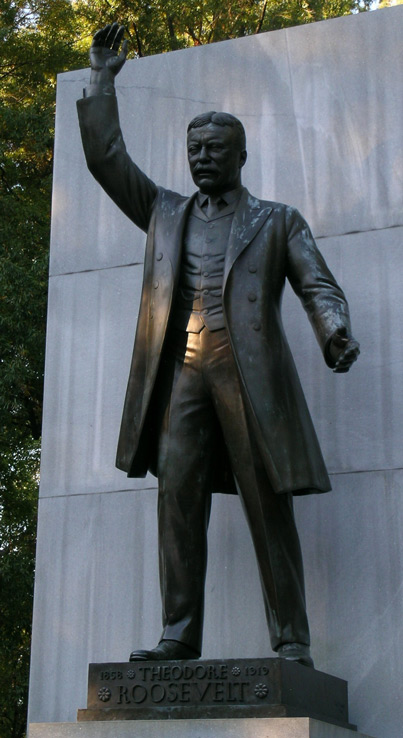
Estatua de Theodore Roosevelt

La Asociación Theodore Roosevelt Memorial adquirió la isla de 35,8 hectáreas en 1932 con la intención de erigir un monumento en honor de Roosevelt. El Congreso autorizó el monumento el 21 de mayo de 1932. El Congreso asignó fondos para el monumento en 1960, que fue inaugurado el 27 de octubre de 1967. 
El monumento fue diseñado por Eric Gugler y tiene una estatua de 5 metros realizada por el escultor Pablo Manship. También se incluyen cuatro monolitos de piedra con algunas de las citas más famosas de Roosevelt y dos fuentes de gran tamaño. La isla es ahora mantenida por el Servicio de Parques Nacionales en el marco del George Washington Memorial Parkway y fue incluido en el Registro Nacional de Lugares Históricos el 15 de octubre de 1966.